# Татарський Ключ
Татарський Ключ (рос. Татарский Ключ) — селище Заіграєвського району, Бурятії Росії. Входить до складу Сільського поселення Ключевське.
Населення — 1764 особи (2015 рік).